# Bolesław Bierut
Bolesław Bierut (IPA: [bɔˈlɛswaf ˈbjɛrut]) (Lublino, 18 aprile 1892 – Mosca, 12 marzo 1956) è stato un sindacalista e politico polacco.
Fu il primo Presidente della Repubblica Popolare Polacca dal 1947 al 1952.
Operaio tipografo e sindacalista, aderì prima al Partito Socialista Polacco (1912) e poi al Partito Comunista di Polonia fin dalla sua fondazione (1919). Dal 1925 al 1933 si recò a Mosca e collaborò col Komintern, compiendo svariate missioni in tutta Europa. Condannato nel 1933 a sette anni di carcere, fu amnistiato nel 1938 e l'anno dopo, con la spartizione del Paese, fuggì nell'Unione Sovietica.
Nel 1943 tornò a Varsavia e fu uno dei comandanti della Resistenza contro la Germania nazista. Nel dicembre 1943 entrò a far parte del Comitato di Lublino (dei due governi polacchi in esilio, quello appoggiato dall'URSS), e ne diventò presidente nel luglio 1944.
Fu il primo presidente della Repubblica Popolare di Polonia (1947-1952), poi sostituì Władysław Gomułka (allontanato dai sovietici perché troppo indipendente) come segretario generale del Partito Operaio Unificato Polacco (Polska Zjednoczona Partia Robotnicza, o PZPR) e Presidente del Consiglio dei ministri (1952-1954).
Morì a Mosca per complicanze cardiache mentre guidava la delegazione del partito al XX Congresso del Partito Comunista dell'Unione Sovietica. Per il suo autoritarismo e la sua sottomissione alle direttive di Stalin fu soprannominato lo Stalin polacco.